# Francesco Filini
Francesco Filini (Roma, 4 settembre 1978) è un politico italiano, deputato per Fratelli d'Italia nella XIX legislatura.

## Biografia
Nato a Roma, si laurea in scienze politiche.

### Carriera politica
Contemporaneamente al suo lavoro come correttore di bozze e addetto alla comunicazione presso la casa editrice "Il Bosco e la Nave", entra in politica all'età di 15 anni iscrivendosi al Fronte della Gioventù, l'organizzazione giovanile del Movimento Sociale Italiano. Nel 1997 è eletto segretario della sezione Nomentano di Azione Giovani.
Nel 2006 è eletto consigliere del municipio Roma-Montesacro tra le file di Alleanza Nazionale. Riconfermato tra le file del Popolo della Libertà, dal 2008 al 2013 ha ricoperto la carica di assessore alle politiche sociali, scolastiche e giovanili per il medesimo municipio. Sempre nel 2013 entra a far parte del comitato elettorale di Fratelli d'Italia in vista delle elezioni politiche.
Nel 2022 si candida alla Camera dei deputati per le elezioni politiche all'interno della circoscrizione Veneto 1, risultando infine eletto nel collegio plurinominale Veneto 1 - 01.

## Opere
- Il segreto della moneta. Verso la rivoluzione auritiana, Solfanelli Edizioni, 2018, ISBN 978-88-3305-067-6.
- L'Italia del futuro. Economia, lavoro, cultura, geopolitica, innovazione, AA.VV., Eclettica Edizioni, 2020, ISBN 978-88-3216-551-7.